# Alatinidae
Alatinidae is een familie van neteldieren uit de klasse van de Cubozoa (kubuskwallen).

## Geslachten
- Alatina Gershwin, 2005
- Keesingia Gershwin, 2014
- Manokia Southcott, 1967